# 空军地面作战奖章

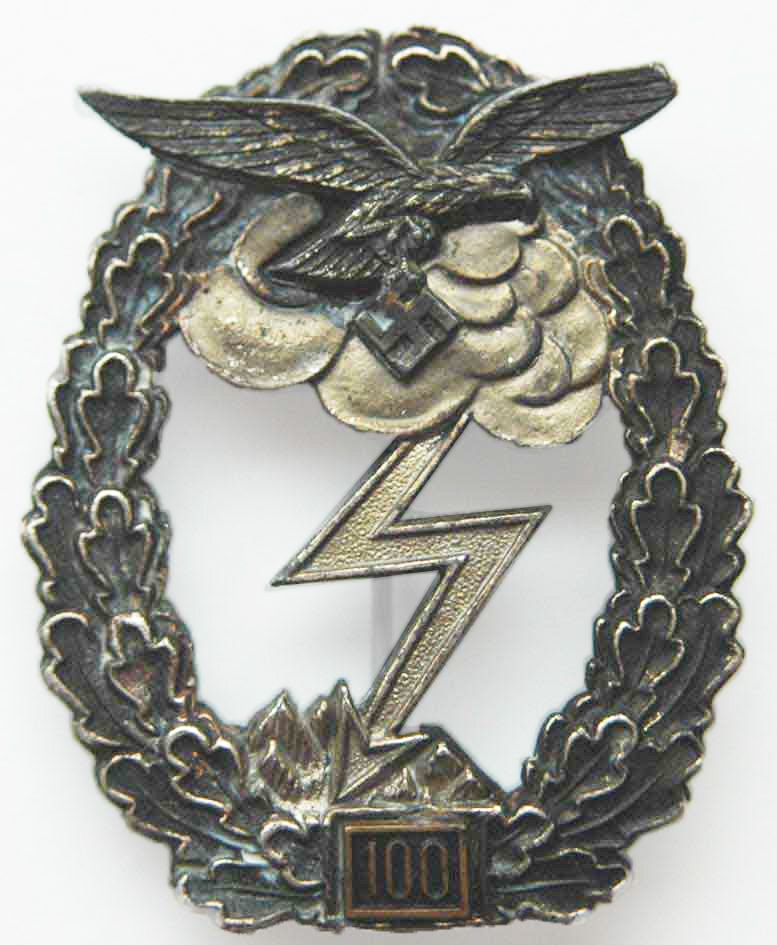
空军地面作战奖章

空军地面作战奖章（德語：Erdkampfabzeichen der Luftwaffe）是德国在二战期间设立的一项表彰在地面战斗中表现出色的空军人员的奖章。1942年3月31日，空军总司令赫尔曼·戈林宣布设立该奖章。